# Francesc Roger Gomila
Francesc Roger Gomila, popularment conegut com a Fra Roger, és l'autor del llibre de cuina menorquina escrit a mitjan segle xviii i que porta el títol d'Art de la cuina. Va néixer a Maó (Menorca) l'any 1706. El seu pare, d'origen mallorquí, era Salvador Roger Santandreu, i la seva mare, Eulàlia Gomila Carreras, nascuda a Alaior. Francesc era el segon de quatre germans al si d'una família que, sense ser de classe social alta, gaudia d'una bona posició econòmica, ja que posseïa algunes cases a Maó i almenys un molí fariner.
Cap al 1728 ingressà al convent franciscà de Sant Diego d'Alaior i probablement fou aquí on aprengué l'ofici de cuiner durant els anys de joventut. Cap al 1731 es va traslladar al convent de Sant Francesc de Ciutadella, on va seguir els estudis eclesiàstics i cap al 1734 va fer la seva professió solemne i va ser ordenat sacerdot. Anteriorment a aquesta data, quan encara era religiós d'obediència, deuria redactar el seu receptari. Al llarg de la seva vida eclesiàstica va exercir diversos càrrecs als convents franciscans d'Alaior i de Ciutadella. Des de 1761 fins al 1764 va exercir com a pare guardià al convent ciutadellenc. La data de la seva mort no està documentada però probablement degué tenir lloc entre el moment en què fou rellevat del seu càrrec de guardià (1764) i el mes de gener de 1767, en què tenim notícia d'unes misses celebrades per al sufragi de la seva ànima.
El manuscrit d'Art de la cuina, que es conserva a la Biblioteca de Catalunya amb el número de catàleg 1781, és una còpia escrita per dos amanuenses sobre el text original de fra Roger o bé sobre una còpia primerenca al voltant de mitjan segle xviii. L'any 1993 va ser objecte d'una edició per part de l'Institut Menorquí d'Estudis, amb un estudi introductori que situa el receptari menorquí en el conjunt de la història culinària catalana i especialment en el context de la cuina conventual. Les tres parts en què es distribueixen les 209 receptes de què consta l'obra corresponen, respectivament, a plats de carn, de peix i de verdures.
El coneixement i la popularització de l'obra de fra Roger ha donat origen a una sèrie de publicacions i d'activitats que ha coordinat i impulsat Fra Roger. Gastronomia i Cultura, una associació sense ànim de lucre que té l'objectiu de donar a conèixer i promocionar la cuina menorquina. Fra Roger. Gastronomia i Cultura és una associació sense ànim de lucre que es va crear a Menorca l'any 2013 per l'impuls d'una sèrie de persones relacionades amb el món de la cultura i de la cuina menorquines. L`associació va prendre el nom de Francesc Roger Gomila, popularment conegut com a Fra Roger, autor d'Art de la cuina, que és el llibre de cuina més antic que es coneix fins ara a Menorca.